# ピーポくん

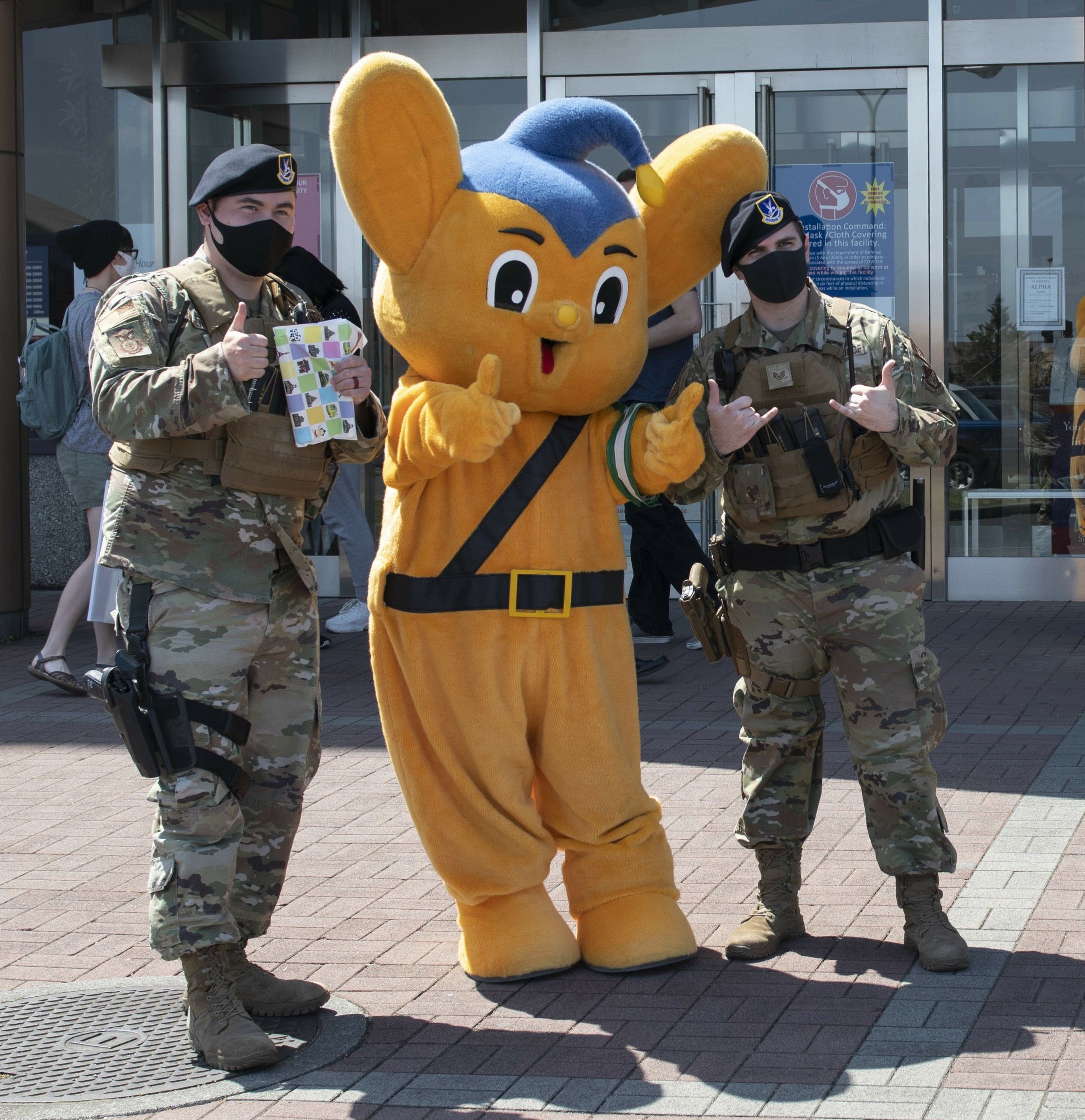
アメリカ空軍の軍人と記念撮影をするピーポくんの着ぐるみ

ピーポくんは、警視庁のマスコットキャラクター。

## 概要
都民と警視庁のきずなを強めるため「親しまれ、信頼される警視庁」をテーマに、警視庁のシンボルマスコットとして1987年（昭和62年）4月17日に、発案者の鎌倉節、デザイン担当の上原幸子、名前を付けた安藤隆春らにより誕生した。名前の由来は、人々の「ピープル」と、警察の「ポリス」の頭文字から。
ピーポくんはほぼ全身が黄色であり、耳が大きく、腰にはベルト（1994年3月まで警察官の装備として採用されていた負革の付いた帯革）を締めている。
ピーポくんは特定の動物ではなく、いろいろな動物の可愛らしい部分をイメージ化して作られたものである。顔が大きく体が小さいなど、愛着のあるキャラクターとして幼児向けの要素も盛り込んでいるが、大きい耳やアンテナ、見開いた目には、それぞれ以下のような役目を持つとされる。
- 耳：都民の声を幅広く聞くためのもの
- アンテナ：社会全体の動きを素早くキャッチするためのもの
- 目：社会すみずみまで見わたすためのもの

## キャラクター展開
1987年4月17日にキャラクター制定。ピーポくんは元々、警視庁広報課が発案しキャラクターデザイナーと共同で製作したもので、その著作権は警視庁に帰属し、商標登録もされている（登録権利者は東京都）。そのため、テレビ番組やコミックなどでピーポくんをモデルにしたキャラクター（あるいはピーポくんそのもの）を登場させる際には、「ピーポーくん」などと言い換えられることがある（許可なく『ピーポくん』そのものを出演させた場合は、本物を示す言葉として使われているので商標としての使用には反しないが、著作権や意匠に関する部分で違反となる。）。
当初は防犯ポスターなどに使われていたが、その後、縫いぐるみや携帯ストラップ、メモ帳、消しゴム、マウスパッド、テレカ、Tシャツ、キーホルダー、防犯ブザーなど各種グッズが製作・販売されるようになった（警視庁管内の運転免許試験場の売店などで購入できる）。また、警視庁公式ウェブサイトにはいたるところにピーポくんが登場する。さらに、警視庁管内の交番や警察署の各課窓口などには、縫いぐるみやポスター、建て看板などが置かれていたりもする。
2002年（平成14年）4月17日から“ピーポくんのうた”が使われ始め、イベントなどで利用されている。作詩作曲は清水道代で同年2月に採用された。CDは非売品。
2016年以降に発表されている広報用映像やWebアニメなどでは声優の原奈津子が声を担当している。
2021年（令和3年）6月29日から警察署および自動車警ら隊など、 地域部で運用するパトカーにステッカーが貼られるようになった。 パトカーの屋根上に設置されている赤色灯の昇降装置の前面に「警視庁」と入っている台座部分の左右と後方の計3か所に、敬礼する姿で貼られている。
2024年（令和6年）3月、これまで縫いぐるみの製造を担当していた工場が職人の高齢化により、閉鎖した。これを受けて、警視庁職員互助組合は製造先を東京都葛飾区の製造業者に変更した上で、2025年（令和7年）4月から販売を再開する予定。
刑事ドラマなどでの登場も多く、この種のマスコットキャラクターとしては好意的、かつ認知度も高いキャラクターである。

## ピーポくんの家族
ピーポくんには家族がおり、父母妹弟、さらに祖父母もいる。それぞれの容姿はピーポくんをモデルとしており大きな形状変化は見られない。彼らの声はウェブ上で聞くことが可能である。
- おじいさん
- おばあさん
- おとうさん
- おかあさん
- ピー子（妹）
- ピー太（弟）

## 騒動
2022年12月、「ピーポくん」が中指を立てたパロディ・イラストに、「懲役上等」「Goodbye Police」などといったキャプションをあしらった図柄のステッカーを制作し、オークション・サイトで販売していた愛知県在住の夫婦が、商標法違反の疑いで書類送検された。
2023年9月16日、昭島市の拝島駅前で行われた交通安全イベントで熱中症で倒れるトラブルがあった。この日、隣接する八王子市の最高気温は32.4度であった。